# هرمز علی‌پور
هرمز علی‌پور (زادهٔ ۴ اسفند ۱۳۲۵ ایذه) نویسنده، معلم بازنشسته و شاعر معاصر ایرانی است. وی فعالیت هنری را از سال ۱۳۴۵ در مجله فردوسی آغاز کرد. علیپور از شاعران موج شعر ناب می‌باشد. از وی تاکنون بیش از ۱۷ مجموعه شعر به چاپ رسیده است.

## زندگی‌نامه
هرمز علی‌پور در تاریخ ۴ اسفند ۱۳۲۵ در شهر ایذه، استان خوزستان زاده شد. خانواده او در سال ۱۳۲۹ به شهر مسجدسلیمان مهاجرت می‌کند. وی تا سال ۱۳۵۷ در این شهر می‌ماند، سپس به اهواز می‌رود. در ابتدا به داستان‌نویسی روی‌آورد؛ اما کار جدی‌اش در شعر از سن ۲۰ سالگی و با چاپ شعری از او در مجله فردوسی شروع شد. وی از شناخته‌شده‌ترین چهره‌های شعر ناب محسوب می‌شود، که در ادامه مسیر ادبی خود از شعر ناب نیز فراتر رفته است.
علی‌پور فارغ‌التحصیل کارشناسی ادبیات فارسی می‌باشد، که پس از ۳۰ سال اشتغال در آموزش و پرورش، بازنشسته شده‌است. از وی طی بیش از ۵۰ سال فعالیت ادبی، کتاب‌های متعددی همچون: «با کودک و کبوتر» (نشر موج، ۱۳۶۰)، «سب‌بابه»، «سپیدی جهان»، «همین دیدن‌ها»، «نرگس فردا»، «الواح شفاهی»، «اوراق لاژورد»، «علف یونان به لغت عذرا»، «۵۴ به دفتر شطرنجی»، «فاخته هیمالیا»، «ریحان آلفابت»، «گیاه کهکشان» داغ بی‌بی و به کوچه زنبق به چاپ رسیده‌است.

## کتاب‌ها
- داغ بی‌بی[۱۴] نشر چلچله، ۱۳۹۵
- به کوچه‌ی زنبق[۱۵] نشر بوتیمار، ۱۳۹۵
- بنفش پارچه‌ای[۱۶] انتشارات شانی، ۱۳۹۴
- پرتره[۱۷] نشر نیماژ، ۱۳۹۳
- نیم‌رخ آهو[۱۸] انتشارات مروارید، ۱۳۹۳
- بال برف[۱۹] انتشارات فصل پنجم، ۱۳۹۲
- به حکمت مخروبه[۲۰] انتشارات نگاه، ۱۳۹۲
- به گرمسیر[۲۱] انتشارات نوید شیراز، ۱۳۹۲
- همین دیدن‌ها[۲۲] انتشارات کلام، ۱۳۹۱
- سب‌بابه[۲۳] نشر نوح نبی، ۱۳۸۹
- به لامکان به نرگس‌ها (گزیده اشعار «ه‍رم‍ز ع‍ل‍ی‌پ‍ور»)[۲۴] نشر تکا، ۱۳۸۹
- فاخته هیمالیا[۲۵] نشر پاندا، ۱۳۸۴
- علف یونان به لغت عذرا[۲۶] نشر لاجورد، ۱۳۸۳
- * ۵۴ به دفتر شطرنجی[۲۷] نشر نیم‌نگاه، ۱۳۸۰
- ال‍واح ش‍ف‍اه‍ی ک‍س‍ی ب‍ه ن‍ام ک‍وچ‍ک ه‍رم‍ز[۲۸] نشر گیل، ۱۳۷۷
- اوراق لاژورد[۲۹] نشر نارنج، ۱۳۷۷
- سپیدی جهان[۳۰] نشر قو، ۱۳۷۶
- نرگس فردا[۳۱] انتشارات نوید شیراز، ۱۳۷۱

## نمونه شعر
همین‌طور خوب است
یکدیگر را بنویسیم
بگذاریم
که این‌قدر از این صورت‌ها
که این‌قدر از این آدم‌ها
من دیده و گذشته‌ام
حیرت‌های نزدیک به خود را
می‌توان به شکل‌های گوناگون
به حافظه سپرد و نوشت بعداً
این انگشت بر گونه و به زیر گوش
به چه فکر می‌کند تو فکر می‌کنی
من می‌روم و باران امانتی را
می‌برم با خودم به خانه‌ام